# Sa’id Ebrahimi
Sa’id Ebrahimi (pers. سعید ابراهیمی; ur. 22 grudnia 1982) – irański zapaśnik w stylu wolnym. Olimpijczyk z Pekinu 2008, gdzie zajął dziesiąte miejsce w kategorii 96 kg.
Srebrny medal na mistrzostwach świata w 2007; piąty w 2009. Złoty medal mistrzostw Azji z 2005 i 2009. Pierwszy w Pucharze Świata w 2009; siódmy w 2006 roku.